# Прине, Рене-Ксавье
Рене-Франсуа-Ксавье Прине (фр. René François Xavier Prinet; 31 декабря 1861, Витри-ле-Франсуа — 26 января 1946, Бурбонн-ле-Бен) — французский живописец и рисовальщик-иллюстратор.

## Биография
Рене родился в знатной семье из Франш-Конте (нотариусы Прине были родом из Люксей-ле-Бена); он был сыном Анри Прине (1824—), имперского прокурора в Витри-ле-Франсуа, и братом дипломата Гастона Прине. Получив назначение в Париж, Анри Прине жил со своей семьёй на улице Бонапарт, в двух шагах от Школы изящных искусств, для которой Рене-Ксавье, казалось, был предназначен судьбой. Его отец увлекался живописью и поддерживал желание сына изучать искусство, заставив его обратиться за советом к Луи Шарлю Тембалю, известному живописцу и другу семьи. Через свою бабушку по материнской линии Рене-Ксавье Прине был родствен с придворными художниками Юбером Друэ (1699—1767) и Франсуа-Юбером Друэ (1727—1775).
Около 1880 года он начал серьёзно заниматься рисунком и живописью в студии Жана-Леона Жерома и оставался с мастером до 1885 года. Затем он подружился с художниками из Франш-Конте Жоржем и Люсьеном Гриво, а также со своими сокурсниками по Школе изящных искусств Антонио де ла Гандара, Луи-Огюстом Жирардо, Феликсом Дегранжем и Жюлем-Алексисом Мюнье. К этому периоду относятся его занятия в Академии Жюлиана.
Его картина «Иисус-ребенок» была принята для показа в Салон французских художников 1885 года. Прине выставлял свои произведения в салоне до 1889 года. В 1891 году он получил заказ от французского государства на украшение Дворца Почётного легиона росписями на темы «Четыре времени года» (Les Quatre Saisons). Его эскизы были приняты. В том же году он показал свои работы вместе с Альбером Бенаром, Жюлем-Алексисом Мюнье и Анри Фантен-Латуром в галерее Дюран-Рюэля.
В 1894 году Рене-Ксавье Прине женился на Жанне Жакмен (1865—1958), уроженке Бурбон-ле-Бен, бюст которой в 1910 году был сделан скульптором Антуаном Бурделем.
Oколо 1870 года eго тесть и тёща, Огюст и Луиза-Берта, жители Бурбон-ле-Бен и Парижа, построили виллу на набережной Кабура под названием шале «Double Six», и с тех пор художник проводил там лето. Впоследствии он написал множество картин с изображением пляжа нормандского курорта. Всего несколько сотен метров отделяли «Double Six» от «Grand Hôtel de Cabourg», где во время своих пребываний в приморском городе проживал Марсель Пруст. Хотя нет никаких доказательств того, что они встречались, атмосфера, изображённая Прине, соответствует той, которую описывал Пруст в своих произведениях. Работы художника впоследствии регулярно украшали выставки в память о писателе.
В это же время Рене-Ксавье Прине также стал сотрудничать с группой молодых художников, известной как «Чёрная банда», в которую входили Шарль Котте, Андре Доше, Рене Менар и Люсьен Симон.
В июне 1899 года Прине присоединился к «Новому обществу живописцев и скульпторов» (Société nouvelle de peintres et de sculpturers) и участвовал в первой коллективной выставке общества в галерее Жоржа Пети в Париже в марте 1900 года. Одна из его самых известных работ, «Крейцерова соната», была показана в 1901 году на выставке «L’Art français contemporain» в Штутгарте, где она была продана Луитпольду, принцу-регенту Баварии.
Вместе со своими друзьями Доше, Менаром, Котте, Симоном и Жаком Эмилем Бланшем Рене-Ксавье Прине стал преподавать в «Академии Палитры» (Académie de la Palette), но не был убежден в серьёзности этого предприятия. В 1904 году с теми же друзьями и Антуаном Бурделем, который преподавал скульптуру, были созданы мастерские в Академии Гранд-Шомьер. Очень скоро Прине начал регулярно преподавать там живопись. Его ученицей была австралийская художница Бесси Дэвидсон (1879—1965), которая создала большую часть своих работ во Франции. Вероятно, Прине преподавал там до 1929 года, когда стал профессором в Школе изящных искусств в Париже, где создал мастерскую для женщин-художниц и руководил ею. Он покинул Школу изящных искусств в 1931 году, достигнув предельного возраста.
Параллельно с преподаванием Прине продолжил творческую карьеру и приобрел известность. В 1909 году он проиллюстрировал книгу Рене Буалева «La Jeune Fille Bien élevée». На протяжении своей карьеры он иллюстрировал произведения Бальзака, Пьера Лоти, Анатоля Франса, Анри Батая и многих других.
В 1913 году Рене-Ксавье Прине был назначен секретарём Национального общества изящных искусств и отправился в Соединённые Штаты Америки; был членом жюри выставки в Университете Карнеги-Меллон.
Первая мировая война нарушила его деятельность. В 1915 году он принял участие в создании 62 иллюстраций Национального альбома войны, частично ретроспективного обзора боевых действий, в который также внесли свой вклад его друзья Люсьен Симон, Альбер Бенар и Эмиль Рене Менар, а также такие художники, как Клод Моне, Огюст Ренуар и Эдуар Вюйар. Эта работа была инициативой Fraternité des Artistes («Братства художников»), ассоциации, организующей поддержку мобилизованных художников и различные благотворительные операции, тесно связанной с администрацией Beaux-Arts. Прине стал членом этого комитета в 1914 году и оставался им до 1927 года. 
В 1916 году Прине изобразил художника Феликса Дегранжа в его семейной гостиной в Люксей-ле-Бен в компании Бесси Дэвидсон в композиции под названием «У Дегранжа».
В октябре 1916 года участие Прине в войне стало непосредственным. Военное министерство призвало немобилизованных художников в качестве наблюдателей с целью создания коллекции произведений искусства, посвященных конфликту. Прине был выбран для двух из этих наблюдательных миссий, и его участие в них определённо доказано. Его первая миссия, с 7 марта по 1 апреля следующего года, в которой также принимал участие Люсьен Симон, была второй, начатой министерством. Затем он был направлен в армию Вогезов. Во время второй миссии, с 1 по 30 июня того же года, он был направлен в армию Нуайона.
Его последняя картина на тему войны, созданная после его миссий, L’Absoute, была задумана как более символическая и менее описательная. Она была завершена в 1919 году и экспонировалась в Национальном обществе изящных искусств (Société Nationale des Beaux-Arts).
Произведения художника экспонировались на многих французских и зарубежных выставках. Его работы также были частью конкурса живописи на летних Олимпийских играх 1932 года в Лос-Анджелесе.
В 1943 году Прине был избран в Академию изящных искусств. Помимо живописи, он написал два теоретических сочинения: «Введение в живопись» (Initiation à la peinture, 1935) и «Введение в рисунок» (Initiation au dessin).
Рене-Ксавье Прине умер в своем доме в Бурбон-ле-Бен 26 января 1946 года. Он похоронен на кладбище этого города вместе со своей супругой Жанной. У них не было детей.

## Галерея

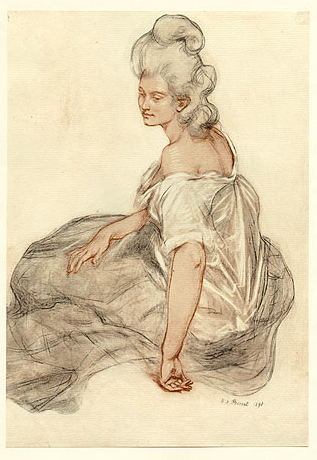
Манон. Литография. 1897
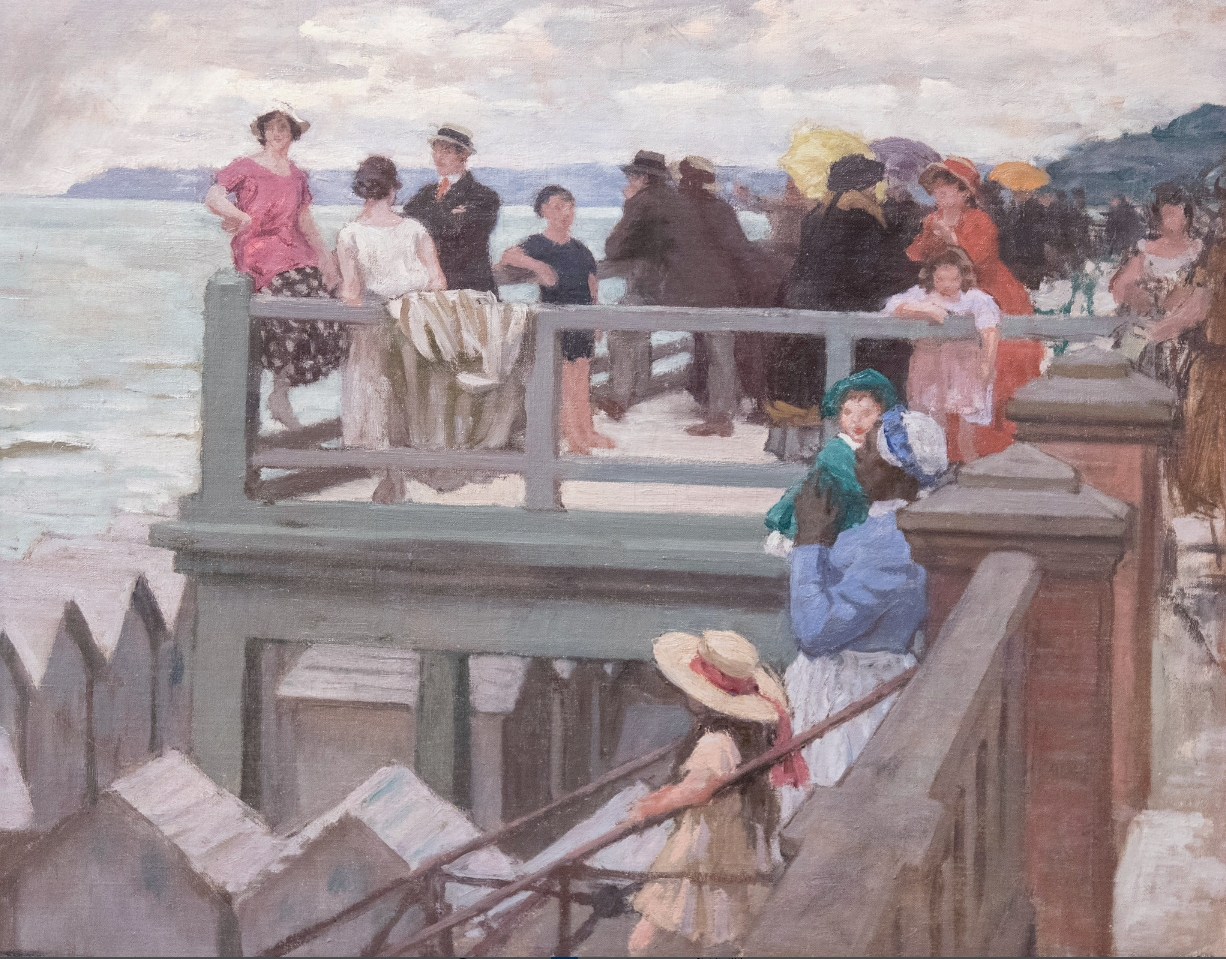
Чёрная няня, пляж Кабур. Ок. 1920. Холст, масло. Частное собрание
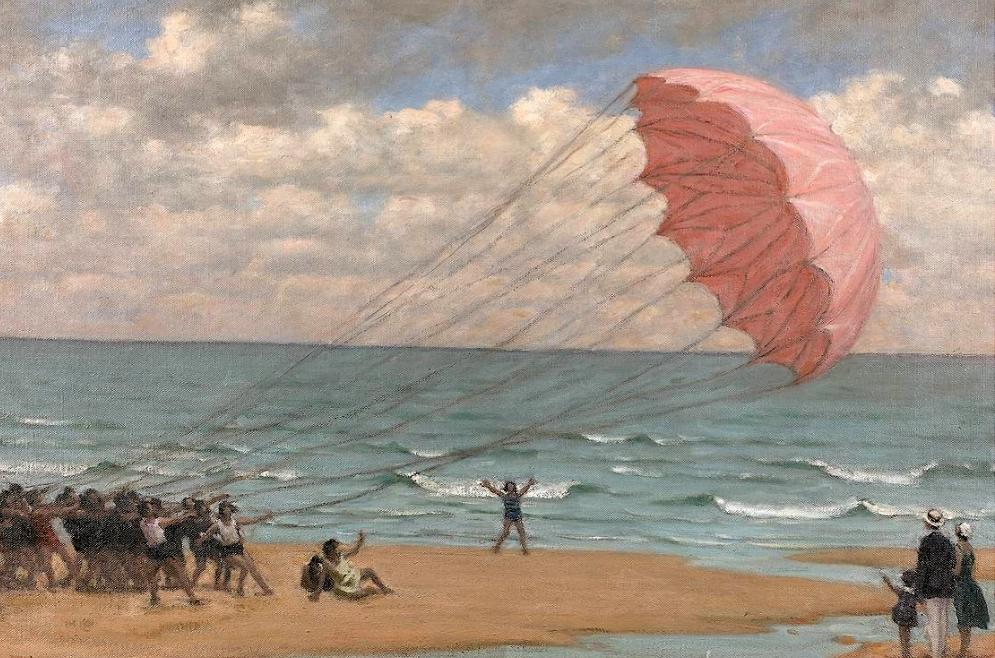
Парашют на пляже Кабур. 1910. Холст, масло. Частное собрание
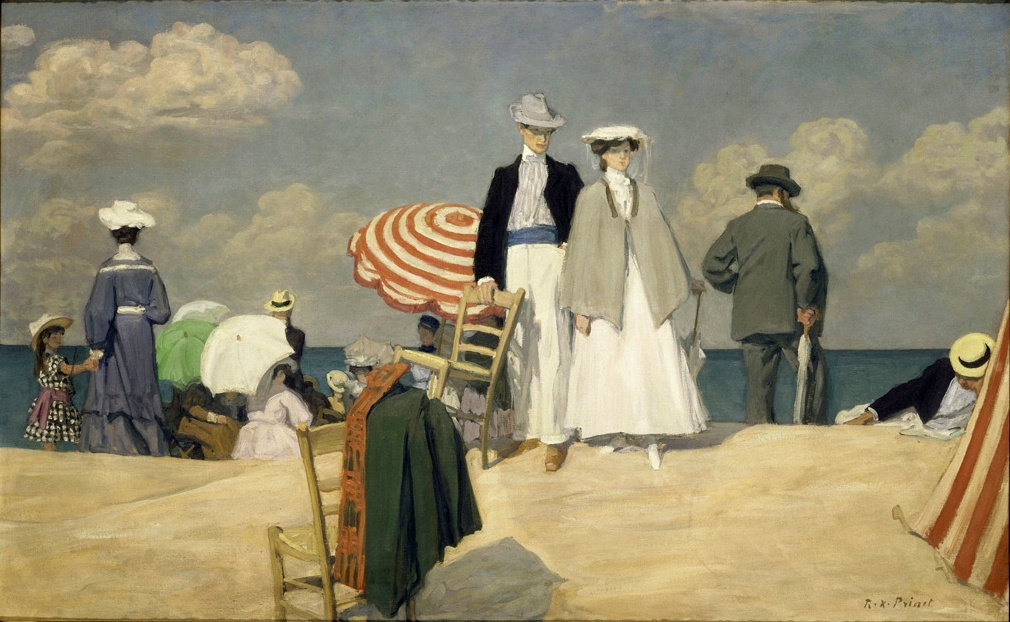
Пляж Кабур. 1910. Холст, масло. Музей Орсе, Париж
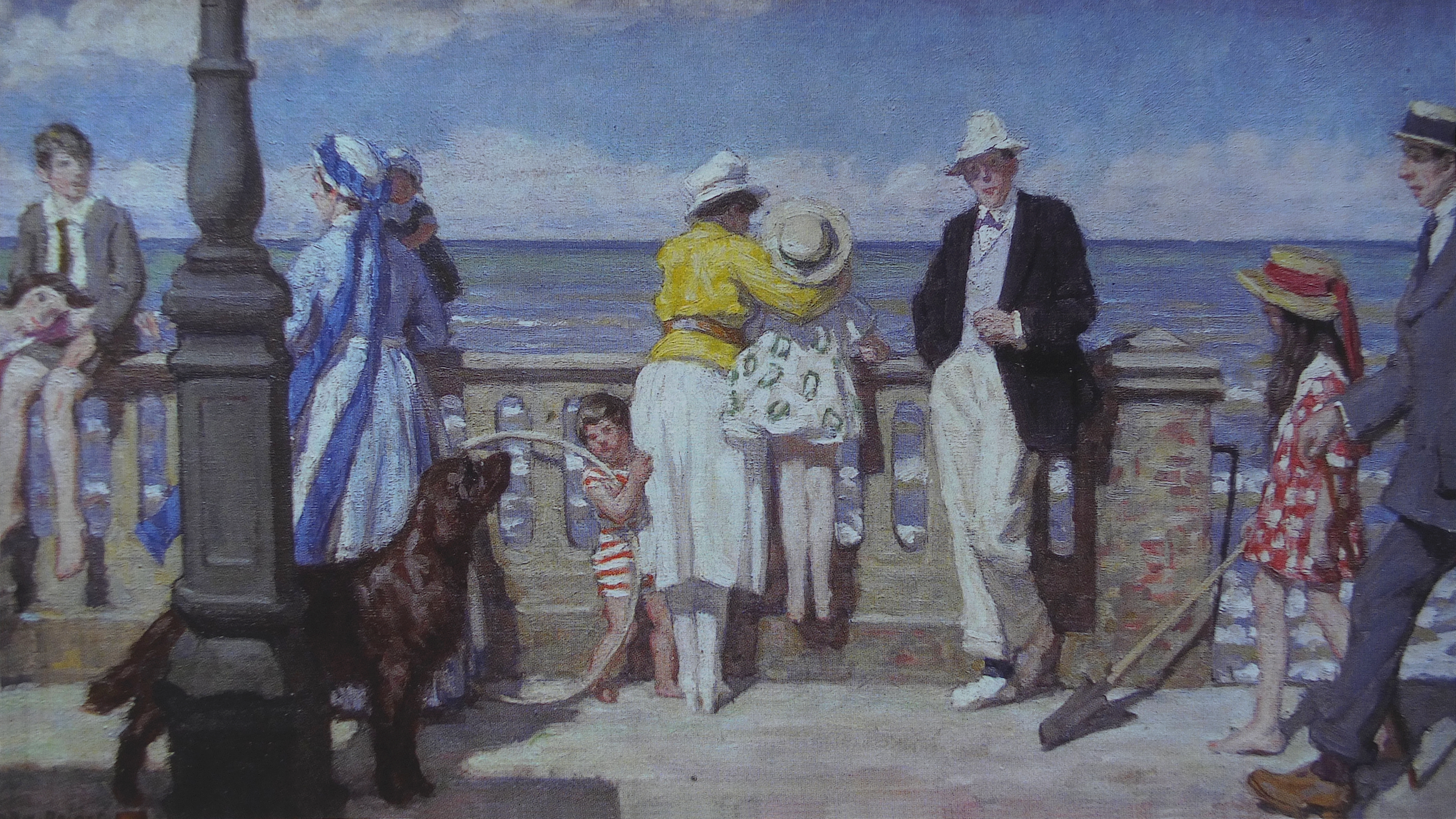
Набережная в Кабуре. Ок. 1925. Картон, масло. Музей искусства и истории, Бельфорт
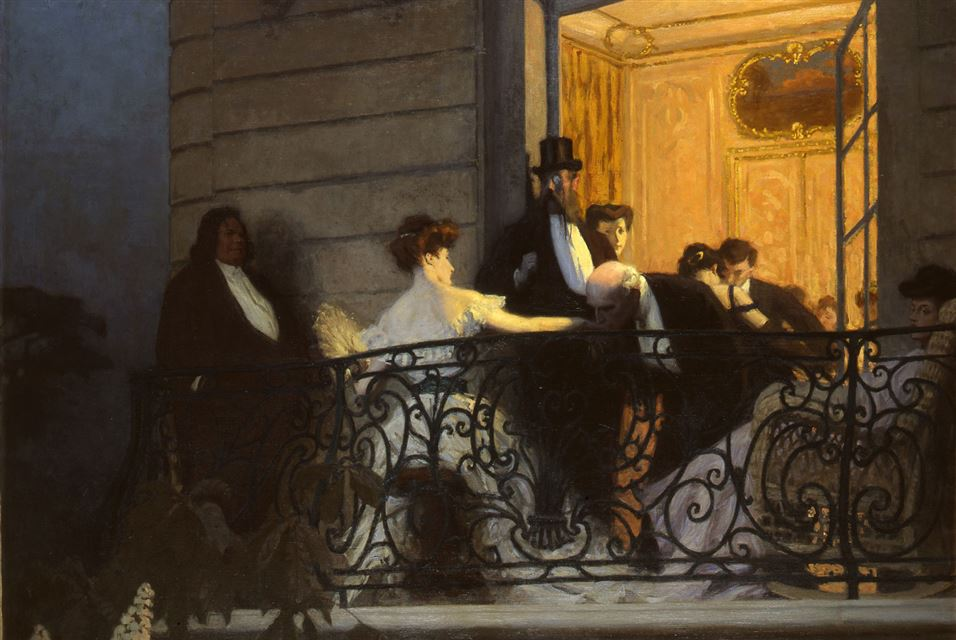
Балкон. Между 1905 и 1906. Холст, масло. Музей изящных искусств, Кан
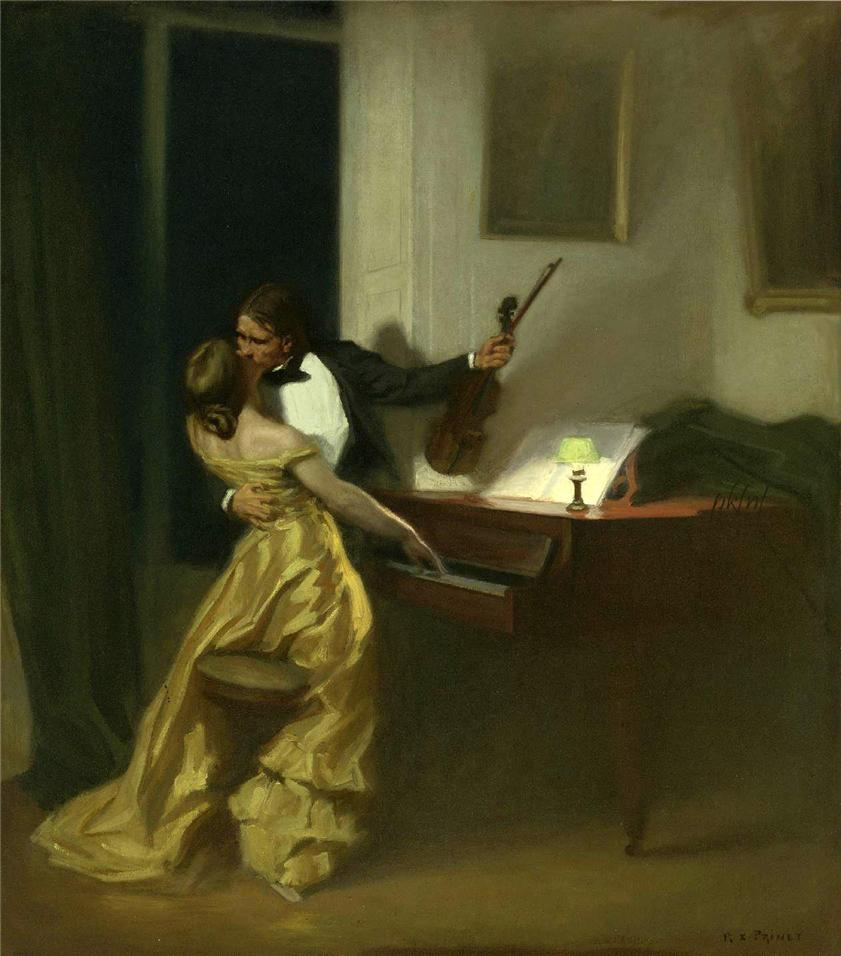
Крейцерова соната. 1901. Холст, масло. Частное собрание
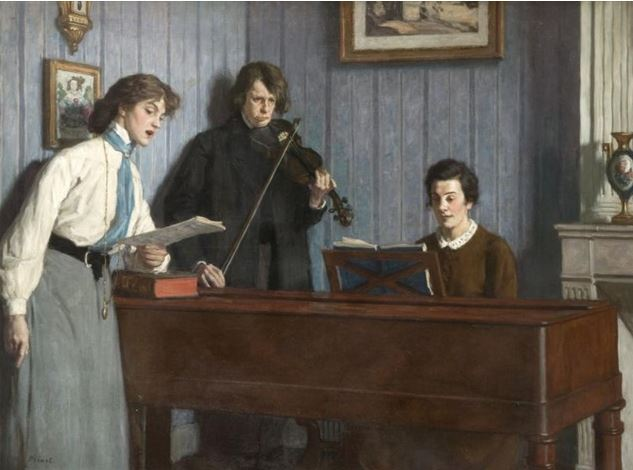
Музыкальный ансамбль. До 1946
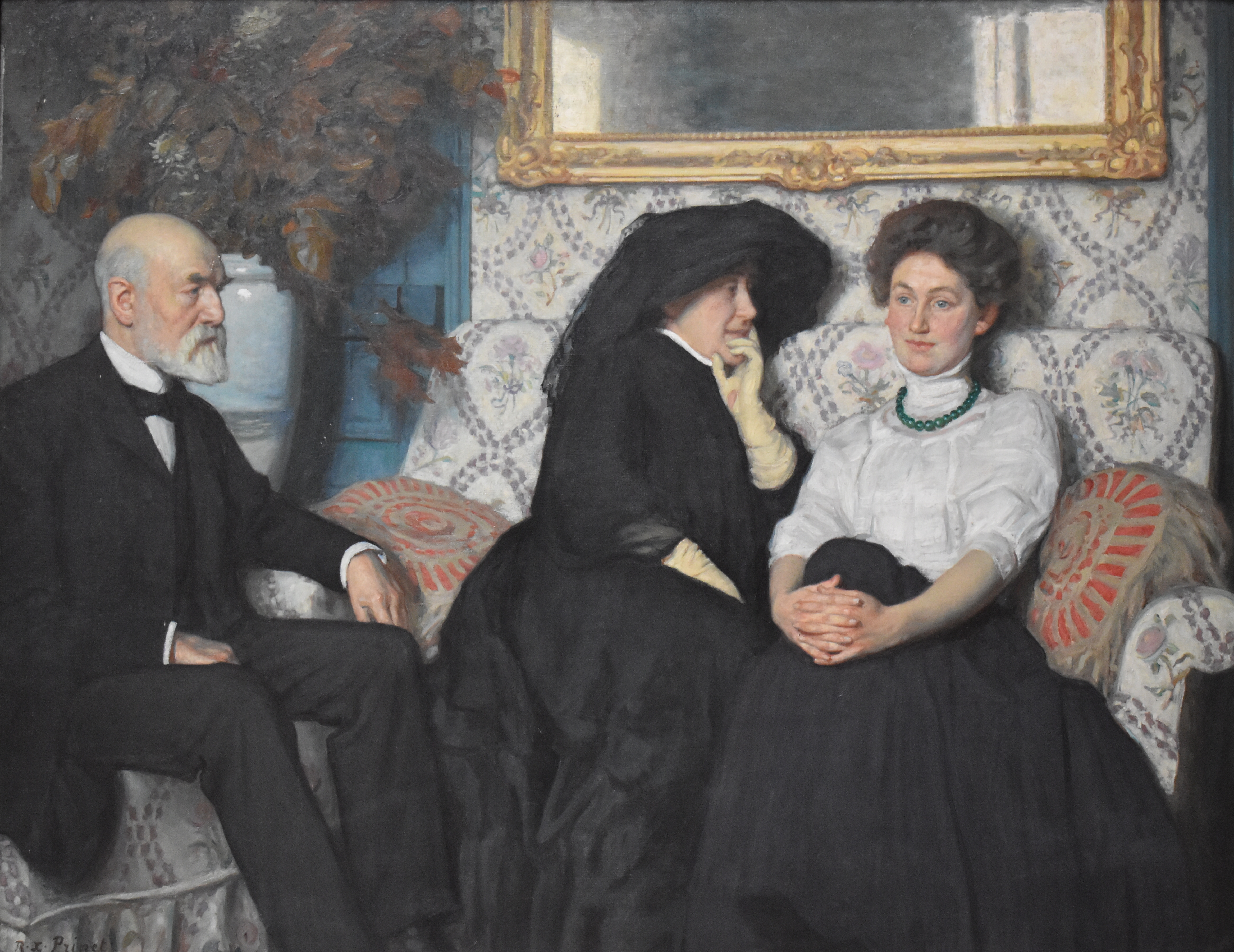
Портрет семьи Сальо. До 1908. Холст, масло. Музей Орсе, Париж
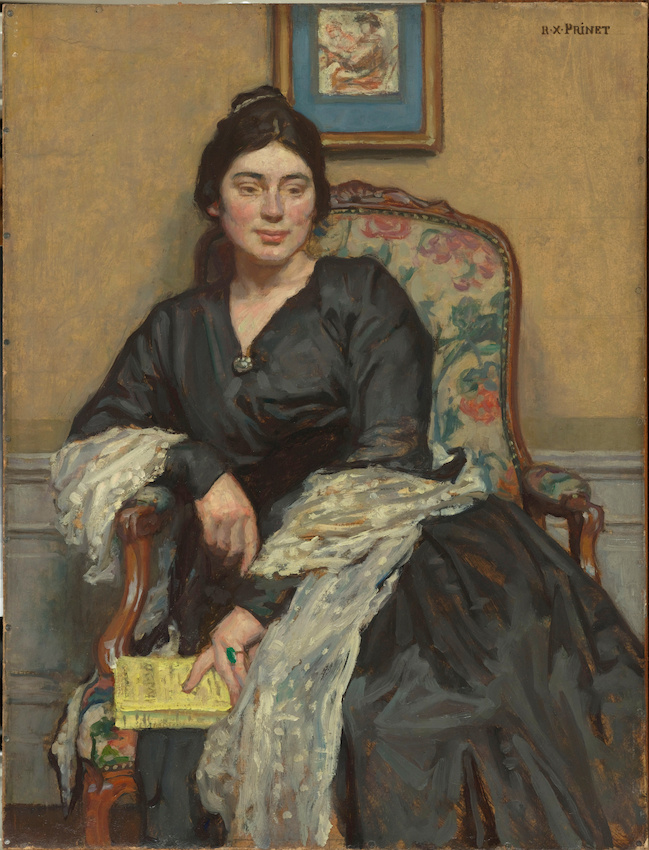
Портрет Мелы Мутер. 1916. Картон, масло. Музей Орсе, Париж
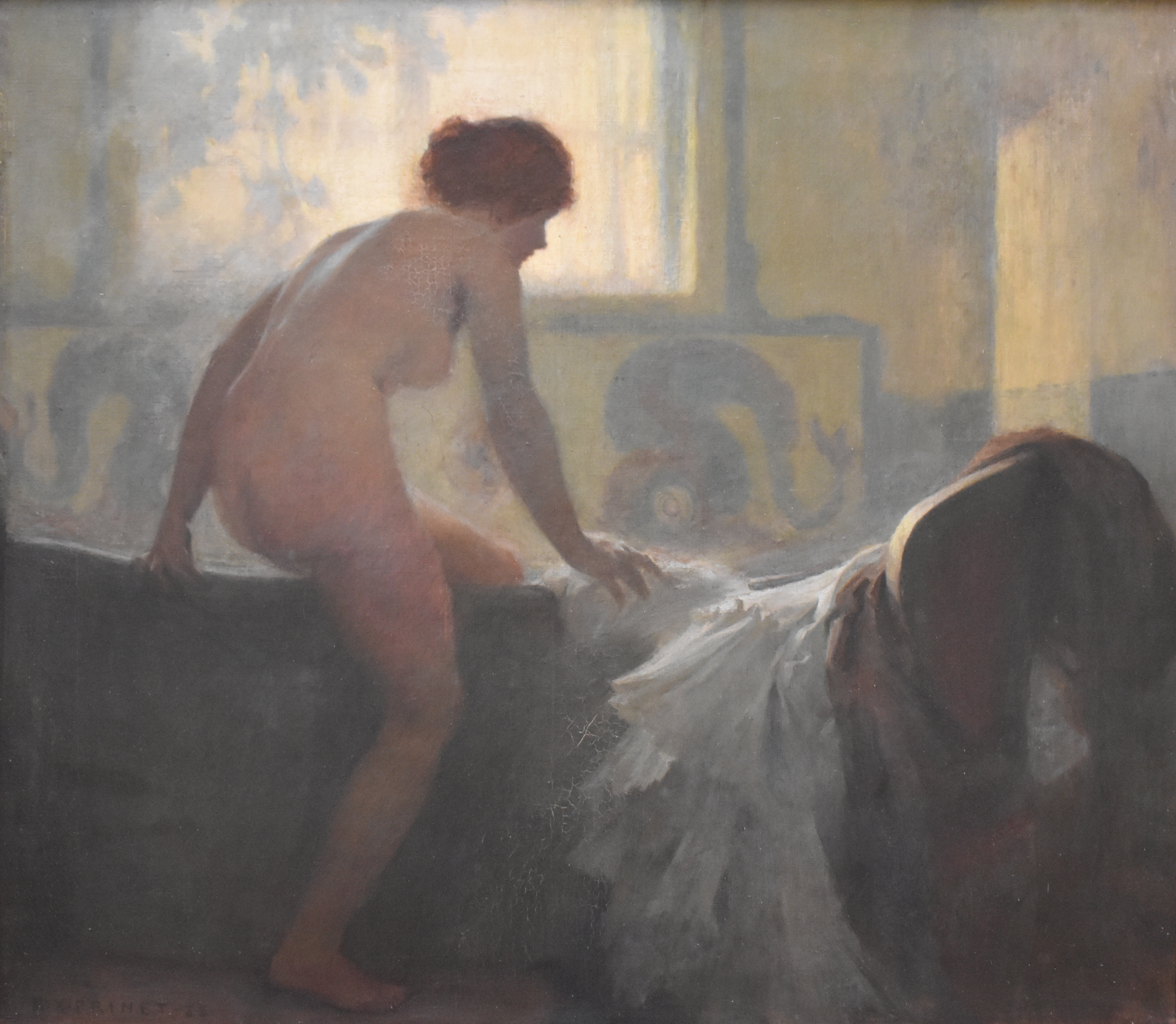
Женщина в ванне. 1888. Холст, масло. Музей Орсе, Париж